# Christian Goller (Maler)
Christian Goller (* 18. Januar 1943; † 13. November 2017) war Kunstmaler aus Untergriesbach. Bekanntheit erlangte er vor allem durch die seit den 1970er Jahren mehrfach gegen ihn erhobenen Vorwürfe der Kunstfälschung. Bei den bisher umfangreichsten polizeilichen Ermittlungen im Herbst 2014 wurde ihm die Fälschung von mindestens 40 Altmeister-Gemälden zur Last gelegt.

## Leben
Goller war gelernter Tiefdruckretuscheur und hat an der Staatlichen Akademie der Bildenden Künste in Stuttgart Restaurierungskurse besucht. Bereits in jungen Jahren hat er Ikonen imitiert, später wandte er sich der Anmutung altdeutscher Meister zu. Er war verschiedentlich als Kirchenmaler tätig und hat Altäre restauriert und Kirchen ausgemalt.
Erstmals in den Verdacht der Kunstfälschung geriet Goller, als das Cleveland Museum of Art in Ohio 1974 für rund eine Million US-Dollar mit einem die heilige Katharina zeigenden Gemälde ein angebliches Werk von Matthias Grünewald erwarb, das sich nach dem Auftauchen einer weiteren angeblichen Grünewald-Tafel als erst 1972 von Goller gemalt erwies. Da Goller kein Vorsatz bei der Inverkehrbringung der Werke nachgewiesen werden konnte, wurden die Ermittlungen eingestellt. Im Rahmen der damaligen Berichterstattung bekannte sich Goller zu weiteren Altmeister-Imitationen. Hubertus Falkner von Sonnenburg, einstiger Generaldirektor der Bayerischen Staatsgemäldesammlungen, der in den 1970er Jahren am Doerner Institut gefälschte Tafelgemälde im Stil der Dürerzeit untersucht hat, von denen sich ein Liebespaar mit der Ansicht von Wasserburg später auch als Fälschung Gollers entpuppte, war maßgeblich an der Enttarnung der Grünewald-Fälschungen in Cleveland beteiligt und bescheinigte Goller größeres Talent als Lothar Malskat.
Im Rahmen seiner Tätigkeit als Kirchenmaler kopierte Goller verschiedentlich Gemälde von Lucas Cranach dem Älteren. Bislang ist keine Kopie bekannt, die als solche gekennzeichnet wurde. Eine Version der Madonna unter dem Apfelbaum (Original in der Eremitage in St. Petersburg) wurde am 7. November 2014 für 900 Euro als Goller-Kopie bei Auktionshaus Reibnitz verkauft. Eine Kopie des Gnadenbilds Mariahilf (Original im Innsbrucker Dom) von Goller aus dem Jahr 2011 befindet sich in der Edelhamer Kapelle am Obermeier-Hof in Feichten an der Alz. Doch sein Ruf als Kunstfälscher blieb über Jahrzehnte an Goller haften und er kokettierte auch selbst damit. Zwei Mal war er 2002 in der Sendung Capriccio des Bayerischen Rundfunks zu sehen, wo er Angaben darüber machte, was eine legale Kopie ausmacht und ab wann von einer Fälschung zu sprechen sei. In einem Interview der Abendzeitung vom Januar 2004, in dem der damals 60-Jährige Kopien auf Bestellung anpries, sah er sich sogar „in einer Reihe mit Konrad Kujau“. Der Kirchengemeinde in seinem Heimatort Untergriesbach, wo Goller in offiziellem Auftrag mehrfach tätig war, hat er in den letzten Jahren mehrere angebliche Altmeistergemälde geschenkt, wobei dort Zweifel am Alter der Gemälde bestanden und die Frage aufkam, ob der Kunstmaler die Bilder nicht vielmehr selbst gemalt habe.
Erneut in den Fokus von Ermittlern geriet der inzwischen 71-jährige Goller dann im Herbst 2014, nachdem in den Jahren zuvor eine große Zahl von stilistisch übereinstimmenden angeblichen Altmeister-Gemälden, angeblich aus der Werkstatt oder der unmittelbaren Nachfolge Cranachs d. Ä., auf dem internationalen Kunstmarkt aufgetaucht war, deren Authentizität aufgrund ihrer Stilistik, wegen ihres imitierten Krakelees oder hinsichtlich fingierter Provenienz aus der Umgebung von Gollers Heimatort Untergriesbach von Kunsthistorikern bezweifelt wurde und die sich wegen Übereinstimmungen mit gesicherten Werken Gollers eindeutig dem Untergriesbacher Maler zuordnen ließen. Die Staatsanwaltschaft in Passau ermittelt seitdem gegen Goller und drei weitere Verdächtige wegen Verdachts auf gewerbsmäßigen Betrug und beziffert den entstandenen Schaden mit rund 500.000 Euro. Weitaus größer als der materielle Schaden sei der ideelle. LKA-Präsident Peter Dathe bezeichnet den Fall als „herausragend“ und als „Eingriff in die deutsche Kunstgeschichte“. Trotz noch laufender Ermittlungen gilt Kunstwissenschaftlern der Vorgang schon jetzt als „größter Fälscherskandal der letzten 100 Jahre“. Als unmittelbare Reaktion auf die Ermittlungen hat das Auktionshaus Christie’s ein für Ende November 2014 zur Auktion bestimmtes Porträt von Kaiser Karl V. zurückgezogen, das als Altmeistergemälde für 35.000 Euro ausgerufen werden sollte, nun aber als mutmaßliche Goller-Fälschung gilt.
Nach rund einjährigen Ermittlungen kündigte die Passauer Oberstaatsanwältin Ursula Raab-Gaudin im November 2015 eine Anklageerhebung für Frühjahr 2016 an. Im Frühjahr 2016 begann ein Zivilprozess gegen Goller, bei dem ein Münchner Sammler auf Rückabwicklung des Kaufs von zwei Bildern klagte, die er als vermeintliche Bilder von Cranach bzw. aus der Cranach-Schule erworben hatte, die jedoch auch eher von der Hand eines Kopisten stammen. Für den Prozess wurde der Kunsthistoriker Claus Grimm als Experte herangezogen.
Anfang März 2016 wurde in Aix-en-Provence ein angebliches Cranach-Gemälde, das sich seit 2013 im Besitz des Fürsten von Liechtenstein befindet, von der französischen Polizei beschlagnahmt. Auch mit diesem Gemälde, einer 1531 datierten Darstellung einer Venus, wurde Goller in Verbindung gebracht. Das Gemälde weist übereinstimmende Merkmale mit weiteren Fälschungen Gollers auf, darunter ein gefälschtes Craquelé und aufgemalte Schattenpartien.

## Mutmaßliche Fälschungen
Im Zusammenhang mit den Ermittlungen im Herbst 2014 wurden verschiedene Gemälde publiziert, die als Fälschungen Gollers in Betracht kommen:
- Bildnis einer lachenden jungen Frau, angeblich aus der Werkstatt von Lucas Cranach d. Ä.[19]
- Karl V., angeblich aus dem Umkreis von Lucas Cranach d. J.,[19] im November 2014 im Angebot von Christie’s,[20] vor der Auktion dann zurückgezogen[21]
- Justitia, angeblich aus dem Umkreis von Lucas Cranach d. Ä.,[19] 2008 verkauft bei Christie’s für 103.250 GBP[22]
- Kopf eines Knaben, angeblich aus der Schule von Lucas Cranach d. Ä.[19][23]
- Judith, angeblich aus der Werkstatt oder der Nachfolge von Lucas Cranach d. Ä.[19]
- Philipp Melanchthon, bezeichnet mit Cranach-Schlangensignet[24]
- Kopf einer jungen Frau, 2010 bei Nagel in Stuttgart zur Auktion eingeliefert[25]
- Venus mit Amor[26]

Nach unterschiedlichen Angaben soll Goller mindestens 40, möglicherweise über 50 solcher Altmeistergemälde gefälscht haben. Experten schätzen, dass Goller in den letzten Jahrzehnten sogar mehrere hundert angebliche Altmeister-Gemälde auf dem Kunstmarkt lanciert haben könnte. Neben Cranach könnte Goller auch Werke von Albrecht Dürer gefälscht haben.
Im März 2016 wurde Goller als Urheber eines weiteren Gemäldes in Betracht gezogen:
- Venus, Sammlung des Fürsten von Liechtenstein[29][30]